# Poicephalus meyeri
Il pappagallo di Meyer (Poicephalus meyeri Cretzschmar, 1827) è un uccello della famiglia degli Psittacidi.

## Descrizione
Uccelletto compatto e agile nei movimenti, di taglia attorno ai 22 cm; ha testa, parti superiori e petto bruno cenere; banda frontale gialla di estensione variabile a seconda della sottospecie e del singolo individuo; groppone e ventre bluastro-verdastro; spalle, cosce e ascellari gialle; becco nero, zampe grigie e iride rosso arancio. I giovani hanno i colori più smorti. Ne sono classificate sei sottospecie assai simili tra loro, che si caratterizzano per minime differenze nella distribuzione del giallo e nella maggiore o minore intensità di colore del piumaggio:
- P. m. meyeri (Cretzschmar, 1827), sottospecie nominale;
- P. m. saturatus Sharpe, 1901, con le parti ventrali più verdastre che bluastre;
- P. m. matschiei Neumann, 1898, con il bluastro delle parti ventrali più intenso;
- P. m. transvaalensis Neumann, 1899, con scarsa colorazione giallo frontale;
- P. m. reichenowi Neumann, 1898, assolutamente privo di colorazione giallo frontale e con il cappuccio più bruno;
- P. m. damarensis Neumann, 1898, con cappuccio bruno-grigio chiaro, privo della colorazione giallo frontale.

## Biologia
Predilige le foreste a galleria non troppo fitte e in generale le aree boschive lungo i corsi d'acqua, ma si trova anche nelle savane alberate, soprattutto dove c'è abbondanza di acacie e nelle aree coltivate, purché non troppo lontane dalle fonti d'acqua. Pernotta nelle cavità degli alberi lungo i corsi d'acqua e ogni sera tende a percorrere sempre la stessa rotta dalla zona di pascolo a quella di riposo. Si nutre di semi, noci, bacche e fichi. Il periodo riproduttivo va da giugno a dicembre; tuttavia nello Zimbabwe sono state osservate nidificazioni tra marzo e maggio. La femmina depone 3-4 uova a intervalli normalmente di 2 giorni e comincia a covare dopo la deposizione del secondo uovo. La schiusa avviene dopo 30 giorni d'incubazione; i piccoli si involano a 8-11 settimane di vita.

## Distribuzione e habitat
Vive nell'Africa centro-orientale, dal Sudan al Sudafrica. In natura è piuttosto ben radicato e ha popolazioni stabili. In cattività non è molto diffuso ma vi sono alcune coppie riproducenti presso alcuni centri specializzati e in qualche allevamento privato.